# CineFest Miskolci Nemzetközi Filmfesztivál
A CineFest Miskolci Nemzetközi Filmfesztivál (röviden: CineFest Miskolc) Magyarország vezető filmfesztiválja. A kezdetektől fogva nonprofit jellegű kulturális rendezvény. Mára a hazai filmszakma legjelentősebb eseményévé vált: jelentős nemzetközi szakmai érdeklődés kíséri, hatása hazai és nemzetközi szinten is kiemelkedő és mértékadó. 2024. szeptember 6–14. között 20. alkalommal rendezték meg.

## Miskolc filmfesztiválváros
Nem túl ismert, hogy Miskolcon rendezték a legelső magyarországi filmfesztivált: 1938-ban a – velencei Mostra mintájára létrehozott – lillafüredi nemzeti filmnapokon magyar sztárok és rendezők vettek részt a rendezvényen a Palotaszállóban, az 1960-as évektől pedig évtizedekig a dokumentumfilmes és televíziós szakma legfontosabb hazai fesztiválja zajlott a városban. Volt tehát mire építeni, amikor 2004-ben először rendezték meg a CineFestet. Ráadásul Miskolc és környéke nemcsak a magyar, hanem az amerikai film számára is meghatározó jelentőségű – a 20th Century Foxot alapító William Fox a közeli Tolcsván, a Paramountot létrehozó Adolf Zukor pedig Ricsén született –, ez is indokolja, miért ebben az észak-magyarországi városban született meg Magyarország legjobb nemzetközi filmfesztiválja.

## Fesztiváltörténet
A történet 2004-ben a fiatal filmesekkel indult: a fesztivál alapítói nekik kívántak bemutatkozási lehetőséget teremteni. Az évek során egyre több film érkezett (és ez egyre több munkát adott az előzsűriknek), egyre több díjat adtak ki, egyre több kísérőprogram, szakmai konferencia, koncert és buli színesítette a programot.
2010-ben elindult a CineClassics, amely olyan, Foxhoz és Zukorhoz hasonló magyarországi származású filmesekre irányítja évről évre a figyelmet, akik világhírűek, de szülőhazájukban alig ismertek. Az Oscar-díjas író-rendező, Pressburger Imrével (Kevin Macdonald nagyapja) kezdtek, aki Miskolcon született, és Nagy-Britanniában, Michael Powell alkotótársaként lett világhírű, Scorsese, Coppola és Spielberg vallja mesterének. 2010-től az Emeric Pressburger-dij a fesztivál legrangosabb, pénzjutalommal járó elismerése.
A fesztiválon minden program, az összes filmvetítés, konferencia, kiállítás ingyenes. A versenyprogramban nagy- és kisjátékfilmeket, dokumentum- és animációs filmeket vetítenek. Évente átlagosan 5–600 nevezés érkezik a CineFestre a világ minden tájáról, az előzsűrik ebből mintegy 50–60 filmet válogatnak be a versenyprogramba. A nagyjátékfilmek szekciójában vetített filmek nagy részét meghívja a fesztivál, így biztosítva az egyenletesen magas színvonalat. A versenyprogramban csak magyarországi premierek szerepelhetnek.
A CineFest nemcsak Magyarország legnagyobb filmfesztiválja, 15 év alatt a legnagyobb, és sokak szerint a legjobb magyarországi nemzetközi filmfesztivállá vált. Minden év szeptemberében a filmszakma és a nézők az elmúlt egy év legjelentősebb, legértékesebb filmjeivel találkozhatnak a világ filmterméséből, amelyek hazai premierek. A nagy- és kisjátékfilmes versenyprogram folyamatosan magas színvonalával sikerült Elérni, hogy nemzetközi filmfesztivállá váljon. A szervezők számára a legnagyobb öröm, amikor egy-egy éves munka után látják, hogy különleges műveket sikerül megmutatnunk, különösen, ha egy-egy alkotót is el tudnak hozni Miskolcra: például Benh Zeitlin, Colin Trevorrow, Shirin Neshat, Kevin Macdonald, Natalia Leite és Francesca Eastwood ma már CineFest-rajongó, és élményekkel tértek haza.
Hosszú évekig a nagyjátékfilmes versenyben csak első és második filmeket mutattak be, de ma már egyszerűen a szerintük legjobb egész estés filmeket hozzák versenybe, amelyeknek még segíthet egy-egy miskolci elismerés. A világ rövidfilmjeinek kiemelkedő válogatását is megtekintheti az évente több mint 30 000 néző, aki ellátogat a fesztiválra.
A világ filmművészetének legújabb és legkiemelkedőbb alkotásai minden évben versenyeznek Miskolcon, bemutatva ezzel a hazai közönségnek a berlini, a cannes-i vagy a velencei fesztivál legjobb és legfrissebb filmjeit.
2017 óta – köszönhetően partnerfesztiváli együttműködésnek az A-kategóriás Sanghaji Nemzetközi Filmfesztivállal – a CineFest a kínai filmművészet egyik legújabb reprezentáns alkotását is évről évre bemutatja.
2018-ban is kizárólag magyarországi premierek szerepeltek a versenyprogramban, valamint a 2018-as év két kiemelkedő hazai filmalkotása, az Egy nap és a Napszállta premierjének is otthont adhatott a fesztivál, a filmek csaknem teljes stábjainak részvételével.
Az évek alatt a CineFest a hazai és nemzetközi művészek és alkotók fontos találkozópontjává vált. A fesztivál alatt a vetítéseket mindig számos filmes szakmai program kíséri, melyek közül 2019-ben a Filmkritikusok Nemzetközi Szövetsége (FIPRESCI) a fesztiválon tartotta éves közgyűlését. Emellett a CineFest az egyetlen olyan magyarországi filmfesztivál, amelyen a FIPRESCI, az Art Mozik Nemzetközi Szövetsége (CICAE), valamint egy, a nemzetközi szervezetek által delegált ökumenikus zsűri is elbírálja az alkotásokat.

## Díjak

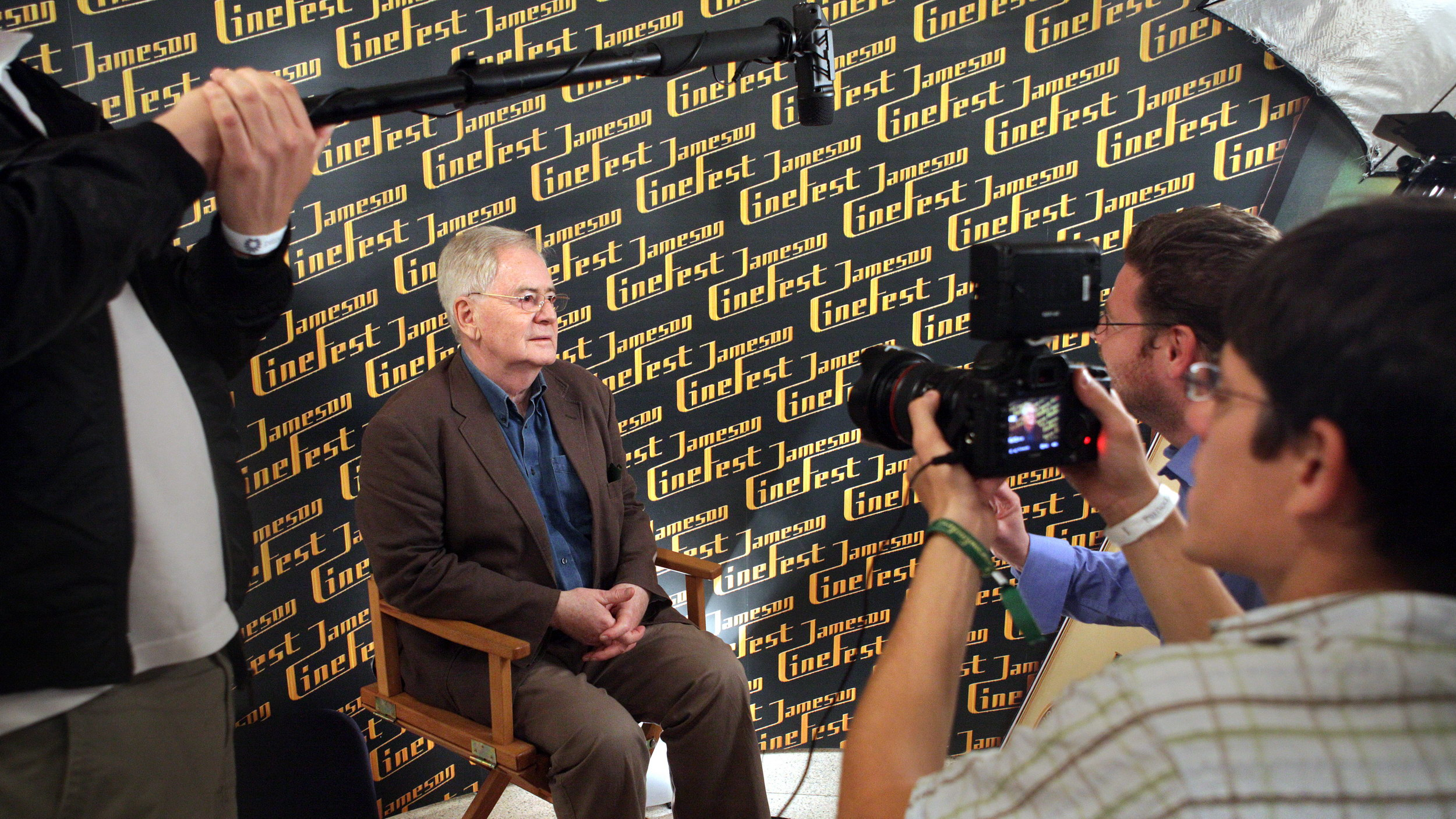
Szabó István interjút ad a CineFesten

- Pressburger Imre-díj – a fesztivál fődíja a legjobb filmnek
- Zukor Adolf-díj – a fesztivál nagydíja
- A zsűri különdíja
- Legjobb kisjátékfilm
- Dargay Attila-díj – a magyar animáció ifjú tehetségének
- CineNewWave kategória díja
- CineDocs kategória díja
- CICAE zsűri díja
- FIPRESCI zsűri díja
- Nemzetközi Ökumenikus Zsűri díja
- Közönségdíj
- Életműdíj
- Az Európai Mozi Nagykövetének járó díj
- Filmművészeti Munkásságáért díj

### Pressburger Imre-díj
| Év   | Magyar cím                   | Eredeti cím                                                | Rendező                          | Ország                                                                |
| ---- | ---------------------------- | ---------------------------------------------------------- | -------------------------------- | --------------------------------------------------------------------- |
| 2003 | Az utolsó nap                | Der Letzte Tag                                             | Thorsten Trimpop                 | Németország                                                           |
| 2004 | Határozatlanság              | Indecision                                                 | Charles Barker                   | Egyesült Királyság                                                    |
| 2005 | A híd                        | The Bridge                                                 | Ileana Stanculescu               | Románia                                                               |
| 2006 | Oskar                        | Oskar                                                      | Guro Ekornholmen                 | Norvégia                                                              |
| 2007 | Szemet fogért                | Diente por ojo                                             | Elvind Holmboe-Salmón            | Spanyolország                                                         |
| 2008 | (In Transit)                 | En Transito                                                | Isabel Muñoz                     | Mexikó                                                                |
| 2009 | Thomas                       | Thomas                                                     | Miika Soini                      | Finnország                                                            |
| 2010 | Nők férfiak nélkül           | Zanan-e bedun-e mardan                                     | Shirin Neshat, Shoja Azari       | Németország/ Ausztria/ Franciaország/ Irán                            |
| 2011 | Lélegzés                     | Atmen                                                      | Karl Markovics                   | Ausztria                                                              |
| 2012 | Eltűnő hullámok              | Aurora                                                     | Kristina Buožytė                 | Litvánia/ Franciaország/ Belgium                                      |
| 2013 | Tore tánca                   | Tore tanzt                                                 | Katrin Gebbe                     | Németország                                                           |
| 2014 | Osztályellenség              | Class Enemy                                                | Rok Biček                        | Szlovénia                                                             |
| 2015 | Mustang                      | Mustang                                                    | Deniz Gamze Ergüven              | Franciaország/ Németország/ Törökország                               |
| 2016 | A semmiből                   | From Nowhere                                               | Matthew Newton                   | Egyesült Államok                                                      |
| 2017 | Western                      | Western                                                    | Valeska Grisebach                | Németország/ Ausztria/ Bulgária                                       |
| 2018 | A bűnös                      | Den Skyldige                                               | Gustav Möller                    | Dánia                                                                 |
| 2019 | Monos                        | Monos                                                      | Alejandro Landes                 | Kolumbia / Argentína / Hollandia / Németország / Svédország / Uruguay |
| 2021 | Szerencse és képzelet kereke | Wheel of Fortune and Fantasy                               | Hamagucsi Rjúszuke               | Japán                                                                 |
| 2022 | Porrá leszünk                | Yǐn rù chényān (隐入尘烟, Jin zsu csenjen), Return to Dust | Lǐ Ruìjùn (李睿珺, Li Zsuj-csün) | Kína                                                                  |
| 2023 | Rigó, rigó, szederinda       | შაშვი შაშვი მაყვალი (Shashvi shashvi maq’vali)             | Elene Naveriani                  | Grúzia/ Svájc                                                         |
| 2024 | Szerethető                   | Elskling                                                   | Lilja Ingolfsdottir              | Norvégia                                                              |

### Életműdíj
| Év   | Díjazott          | Ország        |
| ---- | ----------------- | ------------- |
| 2008 | Gyarmathy Lívia   | Magyarország  |
| 2009 | Sławomir Idziak   | Lengyelország |
| 2010 | Jancsó Miklós     | Magyarország  |
| 2012 | Agnieszka Holland | Lengyelország |
| 2013 | Szabó István      | Magyarország  |
| 2014 | Zsigmond Vilmos   | Magyarország  |
| 2015 | Claudia Cardinale | Olaszország   |
| 2016 | Makk Károly       | Magyarország  |
| 2017 | Jiří Menzel       | Csehország    |
| 2018 | Hildebrand István | Magyarország  |
| 2019 | Bille August      | Dánia         |
| 2019 | George Lazenby    | Ausztrália    |
| 2021 | Tony Gatlif       | Franciaország |
| 2021 | Jankovics Marcell | Magyarország  |
| 2022 | Molnár Piroska    | Magyarország  |
| 2023 | Almási Tamás      | Magyarország  |

### Az Európai Mozi Nagykövetének járó díj
| Év   | Díjazott                  | Ország                                    |
| ---- | ------------------------- | ----------------------------------------- |
| 2016 | Juliette Binoche          | Franciaország                             |
| 2017 | Magda Vášáryová           | Szlovákia                                 |
| 2018 | Krzysztof Zanussi         | Lengyelország                             |
| 2019 | Franco Nero               | Olaszország                               |
| 2019 | Vanessa Redgrave          | Egyesült Királyság                        |
| 2021 | Daniel Olbrychski         | Lengyelország                             |
| 2021 | Daniel Olbrychski         | Lengyelország                             |
| 2022 | A díjat nem osztották ki. | A díjat nem osztották ki.                 |
| 2023 | Jean-Marc Barr            | Franciaország · Amerikai Egyesült Államok |

## Kritikai fogadtatás

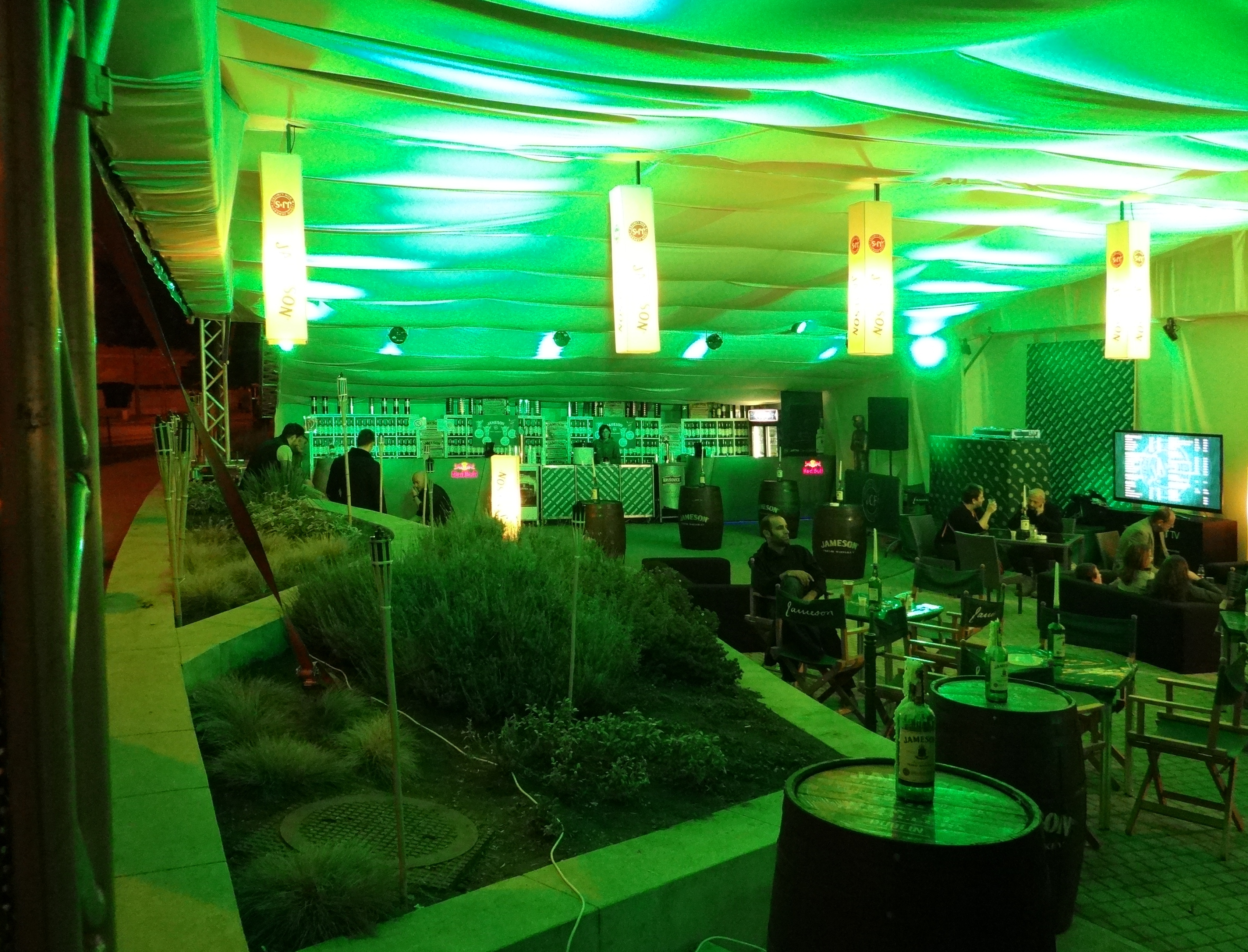
CineFest Lounge 2013-ban

A fesztivált kezdettől jól fogadta a hazai sajtó és szakkritika. Több újság, így a Magyar Nemzet, az index.hu, a Népszabadság, és a revizoronline.hu szerint a CineFest Magyarország legszínvonalasabb  nemzetközi filmfesztiválja. „A  Jameson CineFest olyasmit vitt véghez – európai mércével abszurdnak tűnő költségvetéssel – az acélvárosban, ami nívóban messze lekörözi Magyarország összes filmes eseményét” – írta Muray Gábor 2010-ben a Magyar Nemzetben. Báron György ÉS-beli cikke szerint „az idei CineFest parádés válogatása a legjobb-legértőbb minden eddigi magyar fesztiválprogram közül”, továbbá, hogy a miskolci mustrának a hazai filmfesztiválok közül először sikerült betörnie a nemzetközi fesztiválmezőnybe. „Tíz év sem kellett ahhoz, hogy a CineFest a legfontosabb és legjobb filmeket ideszállító magyar filmfesztivállá nője ki magát” – írta ugyanekkor Kolozsi László a Revizorban, az NKA kritikai portálján. „Mintha Cannes-ban lennénk, olyan jó… 2011-re a fordulat éveként emlékeznek majd a fesztivál történetében: az európai filmfesztiválok térképén láthatóvá váltak” – írta az index.hu 2011 szeptemberében. „Nagy fesztivál, kis pénz és a többi közhely…  A CineFest nem erről szól, hanem lelkes emberekről, akik profik abban (is), hogy a minimálisból maximálisat hozzanak ki” – írta Az emberi fesztivál című cikkében a filmtett.ro recenzense: „Az éppen 70 éve született Emberek a havasont vetíteni egy fesztiválon arculatmeghatározó program. Szőts István jövőre lenne 100 éves, beszélni róla maga a magyar film ünneplése… A CineFest pedig büszkén megteszi, legyen szó a szakmáról és a közönségről egyaránt… Kemény filmek, nagy verseny, hazavihető tanulságok, megfontolandó leckék emberi hangnemben: filmes élményfürdő volt ez az őszi napsütéses miskolci vakáció, kívánni sem lehetne jobbat. Csak azt még, hogy jövőre, ugyanitt.”